# 조각의 숲 미술관

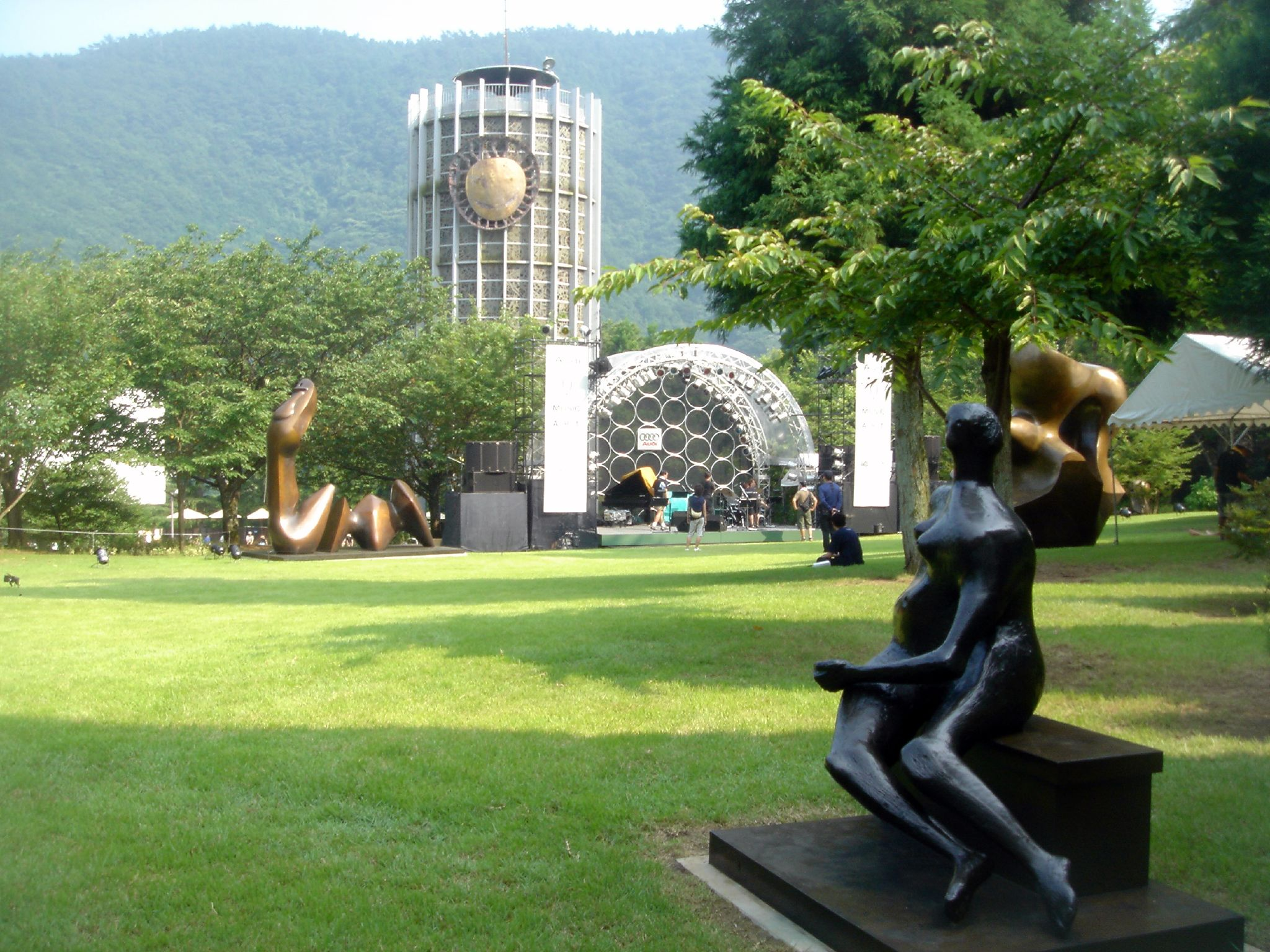
하코네 조각의 숲 미술관

하코네 조각의 숲 미술관(箱根彫刻の森美術館)은 일본 가나가와현 아시가라시모군 하코네정에 있는 야외 조각을 중심으로 한 미술관이다. 영어 표기는 The Hakone Open-Air Museum. 1969년에 일본 최초의 야외 미술관으로서 개관되었다. 부지 면적은 7만 평방m이며 잔디 위에 작품을 배치한 조각 정원이다. 그러므로 미술 전문가부터 어린이에 이르기까지 널리 즐길수 있다. 더구나 작품에 손을 대어서는 안 되며 잔디밭은 원칙적으로 출입 금지되어 있다. 헨리 무어이나 파블로 피카소를 비롯한 미술가들의 작품이 전시되어 있다.